# Cynortellana oculata
Cynortellana oculata is een hooiwagen uit de familie Cosmetidae.